# Stazione di Shin-Yatsushiro
La stazione di Shin-Yatsushiro (新八代駅?, Shin-Yatsushiro-eki) è una stazione ferroviaria di Yatsushiro servita anche dalla linea ad alta velocità del Kyūshū Shinkansen. Le altre linee sono la linea principale Kagoshima, la Hisatsu e la ferrovia arancio Hisatsu, quest'ultima privata.

## Linee

### Treni
- JR Kyushu
  - Kyūshū Shinkansen
  - Linea principale Kagoshima
- Hisatsu Orange Railway
  - Ferrovia arancio Hisatsu